# مزرعة دمول
مزرعة دمول أو مزرعة ذمول إحدى القرى اللبنانية من قرى قضاء النبطية في محافظة النبطية.

## الموقع
ملاصقة لبلدة أنصار في محافظة النبطية، وهي مستقلة عقاريا وتتبع إداريا لبلدية أنصار

## الزراعة
تغطي معظم أراضيها بساتين الحمضيات